# É hora de trabalhar para o Senhor
É hora de trabalhar para o Senhor ou É tempo de trabalhar para o Senhor é a primeira metade de um versículo no livro dos Salmos, que tem servido como um convite (slogan) dramático no judaísmo rabínico.

## Fonte bíblica
Salmos 119:126 afirma: "Já é tempo de agires, Senhor, pois a Tua Lei está sendo desrepeitada" (New Oxford Annotated Bible ad loc.; em hebraico:  עֵ֭ת לַעֲשֹׂ֣ות לַיהוָ֑ה הֵ֝פֵ֗רוּ תֹּורָתֶֽךָ A Eth la'asot Javé ele-feru Toratekha) Este versículo parece sugerir que, quando os ímpios estão desrespeitando os mandamentos, Deus vai galardoar os perseverantes.
No entanto, no midrash] rabínico, um significado alternativo do verso é dado, devido a uma ambiguidade no hebraico bíblico: em vez de Deus agir em resposta ao pecado, os seres humanos devem agir em Nome de Deus. Assim entendido, o versículo pode, de fato, ser entendido como "é hora de trabalhar para o Senhor..."

## História
No período tanaítico , o sábio Hilel, o Ancião, citou o versículo para chamar compatriotas judeus, de forma intensiva ao estudo da Torá, quando era negligenciado. (Efraim Urbach interpreta Hilel como pedindo a mais completa observância aos mandamentos da Torá em geral). O rabino Nathan faz uma referência para os esforços dos judeus contra a heresia, no final da Mishná Berakhot. Nathan transpõe as duas metades do versículo assim: "Eles fizeram anular a Tua Lei, é hora de trabalhar para o Senhor.".
No período talmúdico, o versículo é, então, chamado para justificar a mudança radical na crença rabínica, após a destruição do Templo. Devido às condições de exílio dos judeus, a liderança rabínica decidiu permitir que a Torá Oral fosse transcrita (registrada por escrito) e divulgada. O versículo é interpretado para significar que "é melhor que uma letra da Torá [o versículo proibindo a escrita do Torá Oral] seja arrancada do que toda a Torá seja esquecida.".
No período moderno, o caráter dramático do versículo novamente entra em cena. O versículo está entre aqueles utilizados para justificar inovações rabínicas no Halacá. Na Alemanha do período iluminista, os rabinos reformistas e seus adversários ortodoxos citaram o versículo para justificar a urgência de suas ações ("é tempo de agir para o Senhor"). As duas posições contraditórias viam referências bastante diferentes para o versículo "eles têm anulado a Lei": os reformadores sentiram necessidade de acomodar o crescente desinteresse na lei judaica, enquanto os ortodoxos sentiram que os Reformadores foram eles próprios anuladores da Lei.

## Outros usos
- Ra'avad no Maimônides (H. Mamrim 2:9)
- Franz Rosenzweig usa o versículo em sua carta pública de Hermann Cohen "Que é o Tempo: reflexões sobre o Problema da Educação Judaica neste Momento" (Berlim, 1917)
- Em um Agadá, o galo canta o verso como uma chamada para trabalhar.[5]
- Há um periódico israelense em homenagem a esse versículo, Et la'asot.